# Comuna de Szlichtyngowa
Szlichtyngowa (polaco: Gmina Szlichtyngowa) é uma gminy (comuna) na Polónia, na voivodia da Lubúsquia e no condado de Wschowski. A sede do condado é a cidade de Szlichtyngowa.
De acordo com os censos de 2004, a comuna tem 5109 habitantes, com uma densidade 51,2 hab/km².

## Área
Estende-se por uma área de 99,74 km², incluindo:
- área agricola: 63%
- área florestal: 28%

## Demografia
Dados de 30 de Junho 2004:
|                      | Total   | Total | Mulheres | Mulheres | Homens  | Homens |
| -------------------- | ------- | ----- | -------- | -------- | ------- | ------ |
|                      | pessoas | %     | pessoas  | %        | pessoas | %      |
| População            | 5109    | 100   | 2556     | 50       | 2553    | 50     |
| Densidade (pop./km²) | 51,2    | 100   | 25,6     | 25,6     | 25,6    | 25,6   |

De acordo com dados de 2002, o rendimento médio per capita ascendia a 1604,68 zł.

## Comunas vizinhas
- Głogów, Kotla, Niechlów, Pęcław, Sława, Wschowa